# TIS千代田システムズ
TIS千代田システムズ株式会社（TISちよだシステムテクノロジーズ、英文名称TIS Chiyoda Systems Inc.）は、横浜市に拠点を置くシステムインテグレータである。
千代田化工建設の子会社である千代田システムテクノロジーズのIT事業部門を分社化して設立され、2020年10月にTISインテックグループの傘下となった。

## 概要
千代田化工建設グループ向けのシステム開発・運用事業と、それらを通して得たプラントエンジニアリング業に関するニッチな知見と顧客構成を武器に、石油・化学業向け、製薬業向けのシステム開発・IoTやAIサービス提供、EPM（組織プロジェクトマネジメント）事業を展開している。

## 主な事業
- 石油・化学向け事業

石油化学プラント業界向けに、製品の需給予測、生産計画、製造監視など、生産～運転の全般に関わるシステムインテグレーションを提供。
- 製薬向け事業

医薬品製造業者向けに、GMP（Good Manufacturing Practice）に対応したMES（製造実行システム、Manufacturing execution system）、SCADA、Historianなどのシステム構築、 及びCSV（コンピューターシステムバリデーション）の適合支援を提供。
- EPM（組織プロジェクトマネジメント）事業

プロセスプラント、鉄道システム、港湾、エネルギー産業などの社会インフラ関係事業者向けに、グローバル基準のプロジェクトマネジメントシステム（PMS）の導入や運用支援を提供。工程管理やコスト・リソース管理、進捗管理などのPMSで利用されるグローバル・スタンダードのパッケージ製品を展開している。
- 千代田化工建設向けシステム

千代田化工建設グループのコーポレート機能、プロジェクト遂行支援、ITインフラなど情報システム全般に関する開発・保守・運用を実施。

## 沿革

### 千代田システムテクノロジーズ（～2020年9月）
- 1986年10月 - 千代田情報サービス株式会社 設立
- 1988年5月 - シスコシステムプロダクツ株式会社 設立
- 2002年11月 -  ITエンジニアリング株式会社に社名を変更
- 2008年4月 - ITEシステムズ株式会社（前シスコシステムプロダクツ）と合併
- 2012年1月 - 千代田計装株式会社とITエンジニアリング株式会社が合併し、千代田システムテクノロジーズ株式会社に社名を変更

### TIS千代田システムズ（2020年10月～）
- 2020年10月 - TIS千代田システムズ株式会社設立